# Bodrogi Attila
Bodrogi Attila (Budapest, 1973. szeptember 22. –) magyar színész, szinkronszínész. 

## Életpályája
1997-ben szinkronrendező-asszisztens, valamint szinkronszínész képzettséget szerzett. 2000-ben végzett a Gór Nagy Mária Színitanodában. 1998-2003 között a Fiatalok Színházának tagja volt. Azóta több színházban és produkcióban is szerepel. Sokat foglalkoztatott szinkronszínész is. Horst Fuchs, német televíziós személyiség leggyakoribb szinkronhangja.

## Filmográfia
- Barátok közt (2008)
- Rejtélyek Városkája - Bill Cipher
- Éjszaka a múzeumban - Don